# Universidade IE
A Universidade IE (habitualmente chamada pelo nome inglês de IE University) é uma universidade privada espanhola de propriedade do Instituto de Empresa, Ltda .  Tem atualmente dois campus: um em Segóvia e outro em Madri. Os programas da Universidade IE são ministrados em inglês e espanhol e seus currículos adaptados ao Espaço Europeu do Ensino Superior (Declaração de Bolonha). 

## Ranking Acadêmico
Em 2011, classificou-se como 45a no mundo e 21a na Europa de acordo com o ranking publicado pelo grupo americano The New York Times, uma das duas únicas universidades espanholas incluída no top 50 em todo o mundo. Em 2015, ela foi eleita como a 14a melhor universidade do mundo e 4a da Europa pela Youth Incorporated Magazine  

## História
Fundada em 1997, a Universidade SEK foi posteriormente adquirida pelo Instituto de Empresa Ltda   
. Em 30 de novembro de 2006 a Junta de Castilla y Leon autorizou a transmissão parcial propriedade da Universidade SEK para o Instituto de Empresa Ltda. E, em 2007, foi aprovada a alteração dos estatutos da Universidade SEK finalizando a transferência.  Finalmente, em 2008, foi feita a mudança de nome da Universidade SEK para IE University.

## Escolas
•	 IE Business School
•	 IE Law School
•	 IE Escola de Relações Internacionais
•	 IE School of Architecture e Design
•	 IE School of Communication
•	 IE Escola de Ciências Sociais e Comportamentais

## Campus em Segóvia
O campus da Universidade IE funciona no antigo Convento de Santa Cruz la Real, construído em 1218. Ele cobre mais de 18 mil metros quadrados e oferece diversos serviços para os estudantes, inclusive o dormitório Reyes Católicos.

## Ligações Externas
- «IE University»
- «IE Business School»
- «Official IE Twitter»
- «Official IE Facebook»